# Sí (álbum de Malú)
Sí es el noveno álbum de estudio de Malú y decimocuarto en la discografía de la cantante, editado en 2013 por Sony Music bajo la dirección musical de Armando Ávila. Contiene once canciones; presentándose el tema «Desaparecer» en dos versiones. Entre los compositores, se encuentran Dani Martín, Pablo López y Armando Ávila.
El disco salió a la venta el 15 de octubre de 2013. Se llegó a lanzar en dos formatos: una edición sencilla, que incluía el álbum, y posteriormente una edición especial, donde además del álbum se adjuntaba el DVD de su concierto en el Palacio de los Deportes grabado el 8 de noviembre de 2013.

## Sencillos
El director Jaume de Laiguana fue el encargado de poner en imágenes el primer sencillo seleccionado, «A prueba de ti». Fue rodado en la ciudad de Barcelona y alrededores en agosto de 2013, bajo la producción de Propaganda.
El vídeo musical del segundo sencillo, «Me fui», es un trabajo dirigido por Alberto Van Stokkum, producido por Gonzalo Bonifacino y realizado por la productora Antiestático.
El tercer sencillo, «Deshazte de mí», se acompañó de un videoclip que contrapone planos del directo con los de la otra cara de la artista, la más íntima y personal, durante un día cualquiera de una gira. Las imágenes se grabaron en el Palacio de los Deportes y en el Hotel Ritz de Madrid. En el primer caso, bajo la dirección de Cristina Biondani y con fotografía de Fabrizio La Palombara, y en el hotel, con dirección y fotografía de Pablo Hernández Smith. El negro que domina su vestuario en el concierto combina con el blanco de su indumentaria del resto de los planos, para subrayar el contraste entre lo público y lo privado en la vida de Malú.
El cuarto y último sencillo publicado fue «Desaparecer». Se trata de un tema compuesto por Dani Martín, que no se caracteriza por componer para otros artistas.

## Recepción
En su primera semana debutó en el número uno de la lista de ventas de Promusicae alcanzando el disco de oro. A lo largo de su recorrido, conquistaría el número uno en dos ocasiones más y sería certificado como triple disco de platino. Se posicionó 104 semanas entre los discos más vendidos, manteniéndose 51 semanas seguidas entre los diez discos más vendidos en España.

## Lista de canciones
| Sí  |                                  |                                                                                |          |  |
| N.º | Título                           | Escritor(es)                                                                   | Duración |  |
| 1.  | «A prueba de ti»                 | Bruno Danzza · Francisco Oroz                                                  | 3:32     |  |
| 2.  | «Te voy a olvidar»               | Pablo Preciado · Jules Ramllano · Armando Ávila                                | 3:34     |  |
| 3.  | «Me fui»                         | Jules Ramllano · Armando Ávila · Sonia Molina                                  | 3:44     |  |
| 4.  | «Desaparecer»                    | Dani Martín · Iñaki García                                                     | 3:46     |  |
| 5.  | «Qué más me da»                  | Alejandro Ovejero · Rafael Revelles · Iago Vilela · Víctor C. Cabezuelo · Malú | 3:36     |  |
| 6.  | «Ángel caído»                    | Pablo López                                                                    | 3:38     |  |
| 7.  | «Deshazte de mí»                 | Airam Etxániz                                                                  | 3:58     |  |
| 8.  | «Ni un paso atrás»               | Marcela de la Garza · Juan Carlos Moguel · Armando Ávila                       | 3:30     |  |
| 9.  | «Lo mismo que yo»                | Armando Ávila · Carlos Lara                                                    | 3:33     |  |
| 10. | «Ojalá»                          | Pablo Preaciado · Paolo Stefanoni                                              | 3:27     |  |
| 11. | «Desaparecer» (versión acústica) | Dani Martín · Iñaki García                                                     | 3:43     |  |

## Créditos y personal
- Malú: artista principal, voz, coros
- Armando Ávila: producción, ingeniería, programación
- Rodrigo Ortega y Enrique González: baterías
- Toño Ruiz y Francisco Oroz: guitarras eléctricas
- Rubén García: piano
- Mychkin Boyzo: dirección de cuerda
- Erick Sánchez, Laura Ramírez, Erika Ramírez, Karina Cortés, Nancy Cortés, Yupanqui Valle, Rafael López y Edgardo Carone: violines
- Erika Ramírez, Astrid Hernández, Jorge Ramos y Humberto Caramillo: violas
- Cárivel Avendaño, Salomón Guerrero, Gustavo Ferrer y Roberto Llanus: chelos
- Adrián Treviño: ingeniería de grabación
- Dan Fibbo y Alberto Rodríguez: asistentes de grabación
- Tom Baker: masterización
- Emilio Ávila: dirección de producción
- Adriana Muñoz: coordinación de producción
- Javier Portugués y Erick Carranco: coros
- Rubén Martín: fotografía
- OYEME!: diseño gráfico

Créditos adaptados desde las notas de Sí (2013) y Discosgs.

## Posicionamiento en listas
| Listas (2013)       | Mejor posición |
| ------------------- | -------------- |
| España (PROMUSICAE) | 1              |

| Listas (2013)       | Mejor posición |
| ------------------- | -------------- |
| España (PROMUSICAE) | 9              |
| Listas (2014)       | Mejor posición |
| España (PROMUSICAE) | 6              |

## Certificaciones
| País (organismo certificador) | Certificación | Unidades certificadas |
| ----------------------------- | ------------- | --------------------- |
| España (PROMUSICAE)           | 3x Platino    | 120 000               |

## Premios
| Año  | Nominación                | Categoría                                         | Resultado | Ref.   |
| ---- | ------------------------- | ------------------------------------------------- | --------- | ------ |
| 2013 | Premios 40 Principales    | Mejor Videoclip Musical Nacional «A prueba de ti» | Nominada  | [ 12 ] |
| 2013 | Premios Dial              | Premio Cadena Dial 2013                           | Ganadora  | [ 13 ] |
| 2013 | Premios Cadena 100        | Los Números 1 de Cadena 100                       | Ganadora  | [ 14 ] |
| 2014 | Premios Ondas             | Artista del Año                                   | Ganadora  | [ 15 ] |
| 2014 | Premios 40 Principales    | Mejor Artista o Grupo Nacional                    | Ganadora  | [ 16 ] |
| 2014 | Premios 40 Principales    | Mejor Festival, Gira o Concierto en España        | Ganadora  | [ 16 ] |
| 2014 | Premios 40 Principales    | Mejor Álbum Nacional                              | Nominada  | [ 17 ] |
| 2014 | Premios 40 Principales    | Mejor Canción Nacional «A prueba de ti»           | Ganadora  | [ 16 ] |
| 2014 | Neox Fan Awards           | Esta es mi canción «A prueba de ti»               | Nominada  | [ 18 ] |
| 2014 | Rollers Music Awards      | Mejor Artista Femenina Española                   | Ganadora  | [ 19 ] |
| 2014 | Rollers Music Awards      | Canción del Año Española «Deshazte de mí»         | Nominada  | [ 19 ] |
| 2014 | Fórmula Music Spain 2014  | Mejor Solista Femenina 2014                       | Ganadora  |        |
| 2014 | Vevo Hot This Year 2014   | Mejor Video Vevo España «Me fui»                  | Nominada  | [ 20 ] |
| 2014 | Premios The Hall Of Stars | Mejor Canción De 2014 «A prueba de ti»            | Ganadora  |        |
| 2014 | World Music Awards        | Mejor Canción del Mundo «A prueba de ti»          | Nominada  | [ 21 ] |
| 2014 | World Music Awards        | Mejor Álbum del Mundo                             | Nominada  | [ 21 ] |
| 2014 | World Music Awards        | Mejor Video del Mundo «A prueba de ti»            | Nominada  | [ 21 ] |
| 2014 | World Music Awards        | Mejor Directo del Mundo                           | Nominada  | [ 21 ] |
| 2014 | World Music Awards        | Mejor Artista Femenina del Mundo                  | Nominada  | [ 21 ] |
| 2014 | World Music Awards        | Mejor Entertainer del Año                         | Nominada  | [ 21 ] |
| 2014 | Lo Mejor Del 2014         | Mejor Artista Nacional                            | Ganadora  |        |
| 2014 | Lo Mejor Del 2014         | Mejor Single Nacional «Deshazte de mí»            | Nominada  |        |
| 2014 | Dial Tal Cual             | Mejor Canción Del Año «Deshazte de mí»            | Ganadora  | [ 22 ] |
| 2015 | Premios EDM Radio 2015    | Mejor Álbum                                       | Ganadora  | [ 23 ] |
| 2015 | Premios EDM Radio 2015    | Mejor Videoclip Nacional «Deshazte de mí»         | Ganadora  | [ 23 ] |
| 2015 | Premios EDM Radio 2015    | Mejor Canción En Lengua Española «A prueba de ti» | Ganadora  | [ 23 ] |